# Улица Джохара Дудаева (Львов)
Улица Джохара Дудаева (укр. Вулиця Джохара Дудаєва) расположена в Галицком районе города Львов. Она соединяет улицу Стефаника с проспектом Шевченко, одной из центральных львовских улиц.
Кроме того, улица Джохара Дудаева пересекается с улицами Томашевского, Григоровича, Ковжуна и Волошина.

## История
Улица, ведущая от реки Полтвы к Каличьей горе, была отмечена ещё на плане Львова, созданном французским геометром и топографом Жаном дю Дефи и датируемом 1766 годом. Хотя, на более позднем «Плане Львова, каким он был в XVIII веке до года 1775 года», созданном графом Маврицием Дзедушицким, историком, писателем и послом Галицкого сейма во Львове, была обозначена только верхняя часть улицы.
С начала XIX века улица носила название Хорунщина, с 1855 года — имя Зиморовича, львовского бургомистра и историка, с 1871 года& — Нижняя Хорунщина. В 1941-1944 годах, во время немецкой оккупации Львова, улица именовалась Агорнштрассе, то есть «Кленовой». С 1944 года она носила имя русского поэта Михаила Лермонтова. В 1996 году улица получила современное название в честь Джохара Дудаева, первого президента Чеченской Республики Ичкерия.
В 2014 году к Андрею Садовому, городскому голове Львова, обратился Сергей Алексеев, депутата Львовского городского совета от «Батькивщина»,  с предложением переименовать улицу Джохара Дудаева в честь украинского военного генерала Сергея Кульчицкого, погибшего во время АТО. Львовский мэр ответил, что планов по переименованию улицы Джохара Дудаева в ближайшее время не существует.

## Здания
Для зданий, расположенных на улице Джохара Дудаева, характерны классический и исторический архитектурные стили. Несколько из этих домов внесены в Реестр памятников архитектуры местного значения города Львова.
- № 2 — угловой трёхэтажный дом Дронговского (альтернативный адрес — проспект Шевченко, 20), построенный в 1884 году в эклектическом стиле по проекту архитектора Лукаша Бодашевского[укр.]. Декоративная отделка дома представляет собой тонкое стилизаторское сочетание классических пластических средств с вкраплением ампирных элементов[3]. Фасад каменного дома украшен скульптурами и медальонами с изображениями польских писателей Адама Мицкевича и Юлиуша Словацкого работы скульптора Петра Виталиса Гарасимовича[укр.] (изготовлены в мастерской Виктора Закки). В этом доме в начале XX века жил Пётр Огоновский[укр.], глава общества «Просвита» в 1906—1910 годах[4]. Дом внесён в Реестр памятников архитектуры местного значения под № 627[5].
- № 4 — в межвоенный период в этом доме размещалось проектное бюро архитектора Зигмунта Шпербера[укр.][6].
- № 5 — угловой каменный дом, один фасад которого выходит на улицу Джохара Дудаева, а другой — на улицу Григоровича[укр.]. До 1939 года в нём размещалось издательство «Атенеум» и магазин цветов Кшижевского.
- № 6 — в 1950-х годах в доме работала парикмахерская, в начале 2000-х годов первый этаж дома занимали салон красоты «Мадонна» и магазин одежды «Чезаре».
- № 7 — трёхэтажный каменный дом, возведённый в 1896 году по проекту архитектурного бюро Ивана Левинского и имеющий типичный для конца XIX века эклектический вид[7].
- № 8 — бывшее здание общества «Сокол», построенное в 1884—1887 годах по проекту архитекторов Альфреда Каменобродского и Владислава Галицкого[8][9]. Скульптуры на аттике является работой Петра Виталиса Гарасимовича[укр.][10]. В 1884—1919 годах в нём размещалась штаб-квартира львовского отделения польского гимнастического общества «Сокол»[11], а в 1939 году — Общество физической культуры. В 1913—1939 годах в здании функционировал кинотеатр «Сокола-Матери» (пол. Sokół Macierz), все доходы которого шли на нужды польского общества «Сокол». В 1939 году общество «Сокол» было ликвидировано советской властью, и кинотеатр прекратил своё существование[12]. В 1950-х годах в здании располагалось общежитие № 3 Института физкультуры, а ныне — спортивный корпус Львовского государственного института физической культуры[13]. Дом внесён в Реестр памятников архитектуры местного значения под № 155[5].
- № 9 — здание бывшего польского политехнического общества, построенное в 1905—1906 годах по проекту 1901 года Винцента Равского-младшего[укр.], победившему в 1905 году в соответствующем конкурсе[14]. Скульптурное убранство вестибюля было выполнено Эдмундом Плишевским[15]. Перекрытие зала заседаний в виде светового потолка из стекла на прокатном профиле под фонарём монтировала фирма Зигмунта Петровича и Яна Шумана. Инициатором строительства здания был Кароль Эдвард Эплер[укр.], казначей Польского политехнического общества во Львове[укр.], которое наряду с Инженерной палатой Малой Польши размещалось там до 1939 года. В советское время дом стал жилым, в частности, в 1950-х годах он служил общежитием Львовского политехнического института. Лекционный зал приспособили под спортзал для занятий борьбой. Стены в несколько слоёв покрыли масляной краской. Световой фонарь, перекрывающий лекционный зал, покрыли шиферными плитами советского образца[16]. 23 сентября 2008 года дом был внесён в список памятников культурного наследия, не подлежащих приватизации[укр.]. Здание также включено в Реестр памятников архитектуры местного значения под № 156[5].
- № 10 — дом расположен на углу улиц Джохара Дудаева и Ковжуна[укр.] и имеет только одну вертикальную композиционную ось, включающую в себя входные ворота, по бокам которой находятся тосканские полуколонны. В преимущественно эклектической декоративной отделке фасада дома преобладают классические элементы. Современный вид дом приобрёл в 1870-х годах, его архитектором является Сильвестр Берский[17]. В польский период в здании располагался магазин по продаже фортепиано «Монюшко» Райзеса, в 1950-х годах — артель «Швейник».
- № 12 — дом украшен в типичном эклектическом стиле, он отличается смешением элементов готики (в балюстраде балкона), ренессанса и классицизма[18].
- № 14 — в доме до 1939 года размещалась народная типография Шийковского и редакции газет «Театральные ведомости» и «Жизнь театральная». В советское время до 1980-х годов в здании работал кондитерский цех № 6, а ныне — кафе-кондитерская, ставшая традиционным местом проведения вики-встреч во Львове.
- № 15 — в доме в польский период размещалась редакция журнала «Słowo Polskie», в советское время — Институт прикладных проблем механики и математики Академии наук УССР, а сейчас Центр математического моделирования и Западный региональный центр трудоустройства. На фасаде дома установлена мемориальная табличка, рассказывающая о том, что в этом доме в 1988—1996 годах работал математик Виталий Скоробогатько[укр.]. Здание было внесено в Реестр памятников архитектуры местного значения под № 1319[5].
- № 16 — в доме жил до своей смерти в 1913 году известный польский поэт Владислав Белза, а также Ванда Монне, невеста известного польского живописца Артура Гроттгера[19], ставшая в итоге женой его друга — художника Кароля Млодницкого, с которым она и проживала в этом доме после свадьбы. На протяжении 30 лет их дом служил местом встреч деятелей искусства и интеллектуалов Львова. Кароль занимался преимущественно преподавательством, а Ванда — проектированием медалей. Унаследовала от родителей художественное дарование и дочь Кароля и Ванды поэтесса Марыля Вольская[укр.] (Млодницкая), проживавшая в этом же доме[20]. До 1939 года в здании также размещалось страховое агентство «Пласт».
- № 17 — каменный дом построен в 1911 году в сецессионном стиле с классическими элементами строительной фирмой архитекторов Владислава Дердацкого[укр.] и Витольда Минкевича[21]. Его фасад украшают скульптуры работы Зигмунта Курчинского[22]. Керамические полы были выложены известной фирмой «Братья Мунд». В польский период дом принадлежал Педагогическому обществу во Львове, одному из первых общественных широкопрофильных объединений в Галичине, образовавшихся после предоставления региону во второй половине XIX века определённых конституционных прав со стороны австрийских властей[23]. Также в то время в доме размещался вице-консулат Турции и парикмахерская Очереда. Дом внесён в Реестр памятников архитектуры местного значения под № 1620[5].
- № 18 — в польский период в доме работала кондитерская Цукермана.
- № 19 — здание построено в 1924 году по проекту архитекторов Эугениуша Червинского[укр.] и Альфреда Захаревича[укр.] для дирекции Ходоровского сахарного завода. Скульптурное украшение было выполнено Зигмунтом Курчинским[укр.] или Яниной Райхерт-Тот[укр.][24][25]. Наряду с дирекцией сахарного завода «Ходоров» до 1939 года в доме также размещалось строительное предприятие Никодимовича. Дом внесён в Реестр памятников архитектуры местного значения под № 982[5].
- № 20 — в доме в польский период размещались Краевой союз хозяйственно-торговых союзов, редакции украинской газеты «Сельский хозяин[укр.]», журнала «Украинский пчеловод[укр.]» и кооператив «Центросоюз». 2 декабря 2014 года в здании открылся единый региональный операционный офис — представительство Европейского банка реконструкции и развития в Украине[26]. 12 ноября 2016 года на фасаде дома установлена памятная табличка, извещающая о том, что в этом доме в 1928—1939 годах главным редактором журнала «Украинский пчеловод» работал известный учёный-естествоиспытатель Михаил Боровский[укр.][27].